# Рахмани, Мир Рахман
Мир Рахман Рахмани — Афганский государственный деятель. Занимал должность спикера Народной палаты Национальной ассамблеи Афганистана.

## Биография
Мир Рахман Рахмани родился в уезде Баграм, провинции Парван в 1962 году. По национальости является этническим таджиком. В 1979 году окончил среднюю школу в Баграме, после чего обучался в одном из военных университетов СССР. Проходил службу афганской армии.
После взятия Кабула Талибами в 1996 году, Рахмани присоединился к рядам Северного Альянса. Незадолго до вторжения США в Афганистан, командовал подразделением ВС Северного Альянса в Баграме.
В 2002 году ушел из армии в звании Генерала, и начал создавать транспортный бизнес в провинции Парван. В 2006 году он основал Благотворительный фонд Аджмала Рахмани. С 2007 по 2010 год возглавлял Торгово-промышленную палату провинции. В 2010 году Рахмани был избран депутатом в Народную палату Афганистана и переизбран в 2019 году. 29 июня 2019 года был избран спикером Народной палаты. На голосовании он получил 123 голоса, в то время как его соперник, Камаль Насер Осули получил 55 голосов. В 2020 году Катарская телекампания Аль-джазира сообщила что Мир Рахман Рахмани купил Кипрское гражданство. В феврале 2020 года Рахмани во главе делегации афганского парламента посетил Москву.
После повторного падения Кабула, 15 августа 2021 года, Рахмани бежал в Пакистан.  В мае 2022 года участвовал на форуме Антиталибской оппозиции, созванной в Турции маршалом Абдул-Рашид Дустумом.